# Tiếng Bạch
Tiếng Bạch (chữ Latinh: Baip ngvp zix, chữ Hán-Bạch: 白語子, âm Hán-Việt: Bạch ngữ tử; giản thể: 白语; phồn thể: 白語; Hán-Việt: Bạch ngữ; bính âm: Báiyǔ) là ngôn ngữ của người Bạch, với phần đông người nói tụ ở Vân Nam, Trung Quốc. Ngôn ngữ này có trên một triệu người nói và chia ra làm ba/bốn phương ngữ chính. Đây là ngôn ngữ thanh điệu với chừng tám thanh và một hệ thống nguyên âm khá lớn. Tiếng Bạch phân biệt giữa nguyên âm căng và lơi. Còn sót lại một ít tác phẩm văn học viết bằng một hệ chữ dựa trên chữ Hán. Ngoài ra, có một số ấn phẩm xuất bản gần đây hơn bằng chữ Latinh.
Nguồn gốc tiếng Bạch bị che mờ do ảnh hưởng sâu đậm từ tiếng Trung trong một thời gian dài. Tùy vào nhà nghiên cứu mà nó được xem là một phân nhánh cổ sớm tách ra từ tiếng Trung Quốc thượng cổ, một ngôn ngữ chị em của tiếng Trung, hay một nhánh ngôn ngữ Hán-Tạng riêng rẽ.

## Phương ngữ
Từ và Triệu (1984) chia tiếng Bạch ra ba phương ngữ, mà có thể là ba ngôn ngữ riêng biệt: Kiếm Xuyên (Trung), Đại Lí (Nam), và Bích Giang (Bắc). Huyện Bích Giang sau đó đã đổi tên thành Lô Thủy. Phương ngữ Kiếm Xuyên và Đại Lí tương tự nhau và người nói hai phương ngữ có thể hiểu nhau sau một thời gian sống chung.
Các phương ngữ miền Bắc khác biệt hơn là tiếng nói của 15.000 người Laemae (lɛ˨˩mɛ˨˩, Lemei, Lama), một tộc chừng 50.000 sống xen kẽ với người Lật Túc.
Theo ISO 639-3, nhóm phương ngữ này chia thành hai ngôn ngữ:
- Panyi, nói bởi người Lặc Mặc (勒墨) bên sông Nu (thượng lưu sông Salween) ở huyện Lô Thủy.[6][7]
- Lama (Lạp Mã), nói bởi người Lạp Mã (拉玛) bên sông Lan Thương (thượng lưu sông Mê Kông) tại Lan Bình và Duy Tây.[6][8]

Uông Phong (2012) lập cây phát sinh ra chín phương ngữ sau:
Tiếng Bạch
- Tây 
  - Củng Hưng (共兴), Lan Bình
  - (lõi)
    - Ân Kì (恩棋), Lan Bình; Kim Mãn (金满), Lô Thủy
    - Thỏa Lạc (妥洛), Duy Tây
    - Nga Kiết (俄嘎), Lô Thủy
- Đông 
  - Mã Giả Long (马者龙), Khâu Bắc
  - (lõi)
    - Kim Tinh (金星), Kim Xuyên
    - Đại Thạch (大石), Hạc Khánh
    - Châu Thành (周城), Đại Lí

Uông (2012) cũng ghi nhận một phương ngữ tiếng Bạch ở Tây Thôn, Đại Thôn, Sa Lãng hương, thành phố Côn Minh (昆明市沙朗乡大村西村).

## Phân loại
Nguồn gốc của tiếng Bạch lu mờ qua hai thiên niên kỉ chịu ảnh hưởng của các dạng tiếng Trung, đa phần từ vựng của nó vay mượn từ tiếng Trung qua nhiều thời kì khác nhau.
Để xác định nguồn gốc, những nhà nghiên cứu trước hết phải nhận diện rồi loại ra những lớp từ mượn, sau mới nghiên cứu khối từ còn lại. Khi nhìn nhận việc nghiên cứu, Uông lưu ý rằng những nghiên cứu đầu tiên đầy chật vật do sự thiếu tài liệu với tiếng Bạch và sự thiếu chắc chắn trong phục dựng các dạng cổ của tiếng Trung.
Những nhà nghiên cứu ngày nay xem tiếng Bạch như một nhánh cổ tách ra từ sớm của tiếng Trung, một ngôn ngữ chị em, hay một ngôn ngữ Hán-Tạng có liên hệ gần.
Có những sự tương ứng thanh điệu khác nhau đối với mỗi lớp từ mượn. Nhiều từ dễ dàng được xác định là từ mượn thời kỳ sau bởi chúng có thấy những sự biến đổi âm vị sau:
- âm xát môi răng, phát triển những âm tắc môi trong vài trường hợp nhất định.
- âm tắc xát vòm bắc nguồn từ những âm tắc ngạc mềm.
- âm tắc bật hơi từ âm tắc hữu thanh ở từ có thanh bình (平) trong tiếng Trung trung đại.
- âm đầu /l/, bắt nguồn từ *r- trong tiếng Trung thượng cổ.

Những thay đổi này có thể có niên đại từ tận thế kỷ I CN.
Lớp từ vựng cổ nhất của tiếng Bạch mà cùng gốc tiếng Trung, trong danh sách của Uông, gồm 250 từ, trong đó có những từ vẫn hay dùng trong tiếng Bạch, hiện diện trong Văn ngôn, nhưng đã mất đi trong các dạng tiếng Trung hiện đại. Những đặc điểm của lớp từ này có thể đem so với phục dựng ngữ âm tiếng Trung Quốc thượng cổ hiện có:
- vắng mặt những âm mũi vô thanh và âm cạnh lưỡi đặc trưng của tiếng Trung thượng cổ,[22] dù trong vài trường hợp lại tương ứng với những phương ngữ miền tây của tiếng Trung thời Hán, khác với phương ngữ miền đông mà từ đó tiếng Trung trung đại và hầu hết các dạng tiếng Trung hiện đại bắt nguồn.[23]
- ở chỗ mà tiếng Trung trung đại có l-, bắt nguồn từ *r tiếng Trung thượng cổ, tiếng Bạch có j trước i, n trước âm cuối mũi, và ɣ trong trường hợp khác.[24][25] Tuy vậy, trong từ mà l- tiếng Trung trung đại tương ứng với /s/ ở các phương ngữ Mân nội địa, tiếng Bạch lại hay có âm tắc, củng cố cho đề xuất của Baxter và Sagart rằng những âm đầu như thế bắt nguồn từ cụm phụ âm.[26]
- *l- tiếng Trung thượng cổ thường tương ứng với âm vòm và răng trong tiếng Trung trung đại và tiếng Bạch, song được giữ nguyên là *l- trong một vài từ tiếng Bạch.[27]
- *-aw và *-u hợp nhất trong tiếng Trung trung đại ở những từ không có âm vòm giữa âm tiết vào thế kỷ IV, nhưng vẫn được phân biệt trong tiếng Bạch.[28][29]
- Nhiều từ kết thúc bằng *-ts trong tiếng Trung thượng cổ (trở thành -j với thanh khứ (去) trong tiếng Trung trung đại), tạo nên thanh điệu ứng với âm tắc cuối từ trong tiếng Bạch.[30]

Sergei Starostin đề xuất rằng những điều trên cho thấy tiếng Bạch tách khỏi tiếng Trung chừng thế kỷ II TCN, tức thời Tây Hán. Uông giữ quan điểm rằng nét tương đồng giữa tiếng Bạch nguyên thủy mà ông phục dựng với tiếng Trung cổ không thể giải thích chỉ bằng ngữ âm tiếng Trung thượng cổ, và do vậy nhóm Hán-Bạch nhất định từng tồn tại.
Starostin và Trịnh Trương Thượng Phương cho rằng phần từ vựng tiếng Trung thượng cổ đại diện cho đại đa phần khối từ vựng còn lại của tiếng Bạch, nên tiếng Bạch phải là một nhánh tiếng Trung Quốc tách ra sớm. Trái lại, Lee và Sagart (2008) cho rằng khi loại hết lớp từ vựng tiếng Trung, còn một phần từ phi Hán sót lại, đại diện bởi 15 trên 100 từ trong danh sách Swadesh từ cơ bản. Họ nêu bật rằng 15 từ còn lại này liên quan đến nghề trồng lúa và nuôi heo, đồng thời có nét giống với ngôn ngữ Lô Lô nguyên thủy. Nghiên cứu của Lee và Sagart lại được List (2009) nhìn nhận thêm. Cung Tuân đề xuất rằng lớp từ sót lại này mang gốc Khương, chỉ ra rằng người Bạch và người Khương gọi mình là "trắng", còn người Lô Lô gọi mình là "đen".

## Ngữ âm
Phương ngữ Kim Xuyến có các phụ âm sau, tất cả đều chỉ nằm ở đầu từ:
|          |               | Môi | Chân răng | Vòm | Ngạc mềm |
| -------- | ------------- | --- | --------- | --- | -------- |
| Tắc      | không bật hơi | p   | t         |     | k        |
| Tắc      | bật hơi       | pʰ  | tʰ        |     | kʰ       |
| Tắc xát  | không bật hơi |     | ts        | tɕ  |          |
| Tắc xát  | bật hơi       |     | tsʰ       | tɕʰ |          |
| Xát      | vô thanh      | f   | s         | ɕ   | x        |
| Xát      | hữu thanh     | v   |           |     | ɣ        |
| Mũi      | Mũi           | m   | n         |     | ŋ        |
| Tiếp cận | Tiếp cận      |     | l         | j   |          |

Phương ngữ Củng Hưng và Thoả Lạc giữ sự phân biệt giữa âm hữu thanh, âm vô thanh không bật hơi và âm vô thanh bật hơi. Trong cụm phương ngữ miền Đông, gồm cả dạng chuẩn ở Đại Lí, âm hữu thanh trở thành âm vô thanh không bật hơi.
Những vận mẫu phương ngữ Kim Xuyến:
- nguyên âm đơn: i e ɛ ɑ o u v̩ ɯ
- nguyên âm đôi: ɑo iɛ iɑ io iɯ ui uɛ uɑ
- nguyên âm ba: iɑo

Tất cả, trừ u, ɑo và iɑo, có dạng mũi hoá tương ứng. Tiếng Bạch Đại Lí thiếu nguyên âm mũi. Một số phương ngôn khác giữ âm mũi cuối từ thay cho mũi hoá nguyên âm, song chỉ phương ngữ Củng Hưng và Thoả Lạc phân biệt -n và -ŋ.
Phương ngữ Kim Xuyến có tám thanh. Một số phương ngữ miền Tây có ít thanh hơn.